# Полавский район
Пола́вский район — административно-территориальная единица в составе Ленинградской и Новгородской областей РСФСР с центром на станции Пола́, существовавшая в 1927—1932 и 1939—1963 годах.
Полавский район в составе Новгородского округа Ленинградской области был образован в августе 1927 года из 10 сельсоветов Налючской волости, 8 с/с Дубровской волости и части Старорусской волости (все волости входили в Старорусский уезд Новгородской губернии).
Всего было образовано 19 с/с: Антиповский, Барышевский, Васильевщинский, Веретейский, Городецкий, Залесский, Кузьминский, Лажинский, Лоринский, Лученский, Мануйловский, Налючский, Новогорский, Польской, Софронковский, Тополевский, Тугановский, Цемянский, Яблоновский.
В ноябре 1928 года Цемянский с/с был переименован в Подберезский, Яблоновский — в Дворецкий. Одновременно были упразднены Барышевский, Васильещинский, Тополевский, Лоринский, Новогорский, Софронковский и Тугановский с/с; образован Росинский с/с.
1 января 1932 года Польский район был в полном составе присоединён к Лычковскому району.
3 августа 1939 года район был восстановлен под названием Пола́вский район. В него вошли Городокский, Дворецкий, Залесский, Кузьминский, Лажинский, Лученский, Мануйловский, Налючский, Подберезский, Польской, Росинский с/с Лычковского района.
5 июля 1944 года Полавский район вошёл в состав Новгородской области.
В июне 1954 года были упразднены Веретейский, Городокский, Залесский, Лученский, Мануйловский, Налючский, Подберезский и Росинский с/с; образованы Дубровский и Новгорский с/с.
В декабре 1956 года были образованы Залесский, Мануйловский и Подберезский с/с.
В 1960 году был упразднён Новогорский с/с, а Кузьминский с/с был переименован в Новодеревенский.
В феврале 1960 года Великосельский и Шушеловский с/с были упразднены.
1 февраля 1963 года Полавский район был упразднен, а его территория разделена между Демянским и Старорусским районами.